# Сюзи (певица)
Пэ Суджи (кор. 배수지, 裵秀智; род. 10 октября 1994, Кванджу), более известная как Сюзи, — южнокорейская певица и актриса. Являлась участницей гёрл-группы miss A. Также известна своими ролями в телесериалах и фильмах, таких как «Одержимые мечтой» (2011), «Архитектура 101» (2012), «Книга семьи Гу» (2013), «Безрассудно влюблённые» (2016), «Пока ты спишь» (2017), «Бродяга» (2019), «Стартап» (2020), «Анна» (2022) и «Ли Дуна» (2023).
Лауреат обеих основных кинематографических премий Республики Корея — «Голубой дракон» в категории «Лучшая актриса» за главную роль в сериале «Анна» и «Пэксан» в категории «Лучшая актриса-новичок» за роль в фильме «Архитектура 101» и дважды — «Самая популярная актриса» (2016 и 2018, за роли в кино и телесериале соответственно), трёхкратный лауреат Asia Artist Awards (2016—2018), многократный лауреат длинного ряда других премий, многократная номинантка этих же премий (и ряда других) в разных категориях, а также лауреат музыкальной премии Golden Disc Awards в категории «Лучший сингл» за совместную с Бэкхёнон из Exo песню «Dream» и Melon Asia Music Awards в категории «Лучшая совместная работа» за неё же.

## Биография
Сюзи родилась 10 октября 1994 года в Кванджу, Южная Корея; посещала Seoul Performing Arts High School. До дебюта работала моделью для онлайн-магазинов. В 2009 году проходила прослушивание на проект Superstar K, однако была исключена. Позже привлекла внимание агентов JYP Entertainment и стала трейни. После годовой стажировки была объединена в трио вместе с Фэй Фэй и Джиа. После добавления Мин они готовились к дебюту в качестве miss A.

## Карьера

### 2009—2010: Дебют в Miss A
В 2009 году она прошла прослушивание в Superstar K и прошла предварительный раунд, но в конечном итоге её исключили. Тем не менее, она привлекла внимание представителя из JYP Entertainment и вскоре стала стажёром.
В марте 2010 года Сюзи стала участницей новоиспечённой группы Miss A.

### 2010—2016: Рост популярности

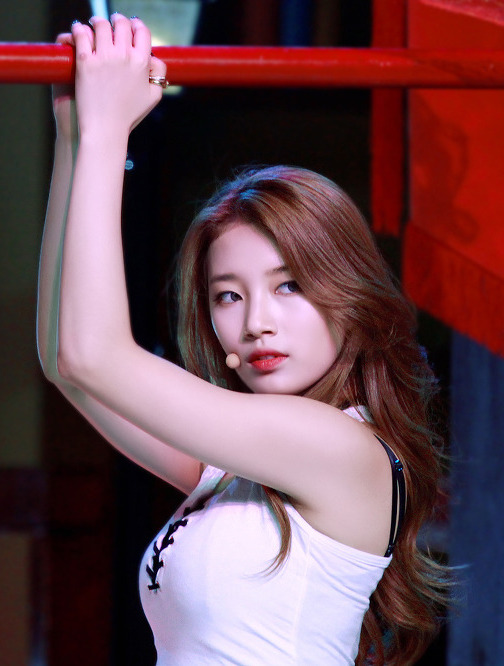
Сюзи в декабре 2013 года.

В октябре 2010 года Сюзи стала ведущей музыкального шоу Music Core вместе с Минхо, Оню (оба из SHINee) и Джиён из T-ara. В дальнейшем она также становилась ведущей Inkigayo, M! Countdown (в том числе и японской версии), 21-й церемонии вручения Seoul Music Awards, 26-й церемонии вручения Golden Disk Awards и 20-й церемонии вручения Mnet’s Choice Awards, где одержала победу в номинации «Новая Горячая Звезда 2011».
Дебют Сюзи в качестве актрисы состоялся в телесериале «Одержимые мечтой», для которого она также выпустила саундтрек «Winter Child». Рейтинги на телевидении были очень высокими, и проект завоевал успех в некоторых других странах, выиграв ряд международных номинаций. В октябре 2011 года Сюзи стала участницей телешоу «Непобедимая молодёжь», где входила в команду G8, состоящую из айдолов популярных женских групп.
В марте 2012 года состоялся дебют Сюзи в полнометражном фильме. Она исполнила роль молодой версии главной героини фильма «Архитектура 101»; картина стала одной из самых просматриваемых в первую четверть 2012 года. В том же году присоединилась к касту дорамы «Большой».
Она также является первой корейской знаменитостью, получившей награду певицы-новичка, награду новобранца драмы и награду новичка в кино, получив награду «Лучшая новая актриса» на 48-й премии «Baeksang Arts Awards» за актёрское мастерство в «Архитектура 101». 22 декабря 2012 года Сюзи выиграла награду «Лучший новичок» в категории «Разнообразие» на конкурсе KBS Entertainment Awards за участие в «Непобедимой молодёжи 2».
В 2013 году она снялась в исторической фьюжн-драме «Книга семьи Гу» вместе с Ли Сынги. Она получила актёрское признание на MBC Drama Awards, получив награду Top Excellence Awards и на Сеульской международной драматической премии, получив награду выдающейся актрисы. Она также участвовала в шоу «Лечебный лагерь», став самым молодым гостем в шоу.
В мае 2014 года Сюзи снялась в фильме «Песнь цветка» (2015) в роли Джин Че-сун, первой корейской певицы пхансори. Фильм рассказывает о борьбе певицы, которой запрещено выступать на публике из-за её пола в эпоху Чосон. Чтобы подготовить себя к роли, Сюзи проходила обучение с пхансори в течение года. В том же году Сюзи сотрудничала с тайваньским певцом-актером Шоу Ло в сингле «Together In Love», который фигурирует в его альбоме Reality Show.
В январе 2016 года Сьюзи выпустила цифровой сингл под названием «Dream» с участником EXO Бэкхёном. Песня дебютировала под номером один на еженедельном цифровом чарте Gaon и получила награду «Лучшее сотрудничество» на Mnet Asian Music Awards. Затем она снялась в романтической мелодраме «Безрассудно влюблённые» с Ким Убином. Сюзи выпустила два OST для драмы, включая песню, которую она сочинила сама. В сентябре 2016 года была представлена восковая фигура Сюзи в музее мадам Тюссо в Гонконге. Она первая корейская знаменитость, получившая восковое изображение в музее мадам Тюссо.

### 2017—настоящее время: Соло дебют

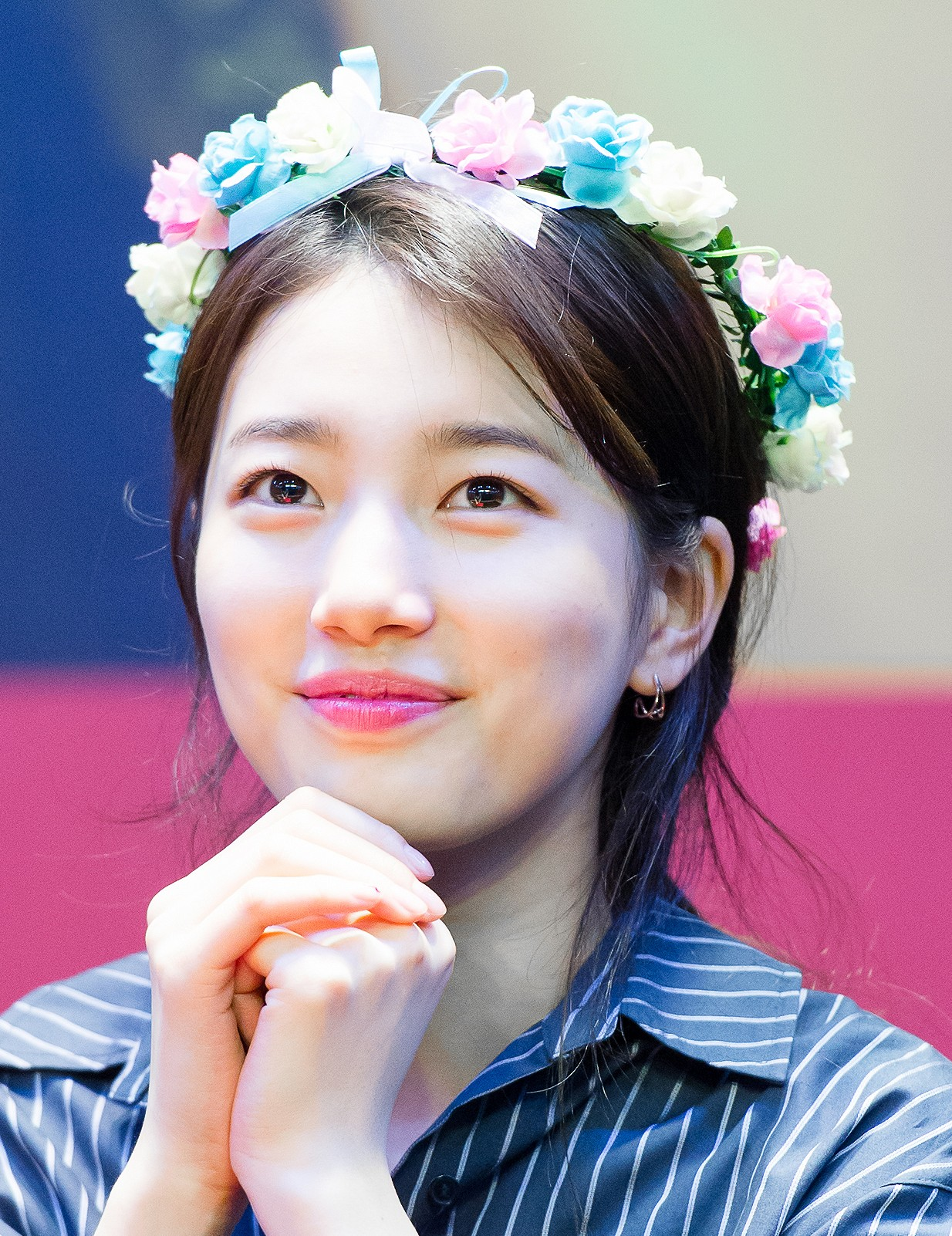
Сюзи на фансайне в рамках продвижения Yes? No?, январь 2017 года

В декабре 2016 года было объявлено, что Сюзи дебютирует в качестве сольного артиста. Лид-сингл «Pretend» был выпущен 17 января 2017 года. Неделей позже был выпущен дебютный мини-альбом Yes? No?.
В начале 2018 года было объявлено, что Сюзи вернётся в конце января. 22 января Сюзи выпустила свой предварительный трек под названием «In love with Someone Else», который получил статус «all-kill» в режиме реального времени. 29 января был выпущен второй мини-альбом Faces Of Love с заглавным треком «Holiday». 14 февраля Сюзи выпустила музыкальное видео для своего би-сайд трека «Sober». 9 марта Сьюзи выпустила своё четвёртое музыкальное видео для сингла «Midnight» с участием фортепианного ансамбля Yiruma.
31 марта 2019 года Сьюзи покинула JYP Entertainment после истечения срока её контракта. Затем она подписала контракт с актёрским агентством Management SOOP. В том же году она снялась в шпионской драме «Бродяга», сыграв секретного агента. В 2019 году Сюзи снялась в боевике «Извержение», сыграв роль жены офицера из отряда спецназа.

## Дискография

### Мини-альбомы
- Yes? No? (2017)
- Faces of Love (2018)

## Фильмография
| Год  |   | Русское название       | Оригинальное название | Роль             |
| ---- | - | ---------------------- | --------------------- | ---------------- |
| 2011 | с | Одержимые мечтой       | 드림하이              | Ко Хеми          |
| 2012 | ф | Архитектура 101        | 건축학개론            | Ян Соён в юности |
| 2012 | с | Одержимые мечтой 2     | 드림하이 2            | камео            |
| 2012 | с | Мне нужна фея          | 선녀가 필요해         | Чон Нара         |
| 2012 | с | Большой                | 빅                    | Чан Мари         |
| 2013 | с | Книга семьи Гу         | 구가의 서             | Дам Ёуль         |
| 2014 | ф | Песнь цветка           | 도리화가              | Чин Чхэсун       |
| 2016 | с | Безрассудно влюблённые | 함부로 애틋하게       | Но Ыль           |
| 2017 | с | Пока ты спишь          | 당신이 잠든 사이에    | Нам Хонджу       |
| 2019 | с | Бродяга                | 배가본드              | Го Хэри          |
| 2019 | ф | Извержение             | 백두산                | Чо Джиён         |
| 2020 | с | Стартап                | 스타트업              | Со Дальми        |
| 2022 | с | Анна                   | 안나                  | Юми              |